# قائمة الاضطرابات
هذه الصفحة تحتوي على قائمة الاضطرابات.

## أ
- اضطرابات اللحمية
- أمراض الغدة الكظرية
- اضطراب الشخصية المعادية للمجتمع
- اضطراب القلق
- اضطرابات الزائدة الدودية
- اضطرابات النطق
- اضطراب نقص الانتباه مع فرط النشاط
- اضطرابات الأعصاب اللاإرادية
- اضطراب الإحكام
- اضطراب التوازن
- اضطرابات عاطفية وسلوكية
- اعتلال خثري
- اضطراب ثنائي القطب
- اضطراب التشوه الجسمي
- اضطراب الشخصية الحدي
- اضطرابات رأسية
- اضطراب صبغي
- اعتلال خثري
- اضطراب التواصل
- اضطرابات القرنية
- اضطراب وهامي
- اضطراب مزاجي
- اضطرابات القرص
- اضطراب انشقاقي
- أمراض الجهاز الهضمي
- اضطرابات الأعضاء التناسلية الأنثوية
- اضطرابات الطلاقة
- اضطراب طيف الأدوية الجنينية
- اضطراب طيف التبغ الجنيني
- اضطراب مناعي
- اضطراب التحكم في الاندفاع
- اضطراب اللغة
- اضطرابات العدسة
- اضطرابات الهوس
- اضطراب أيضي
- اضطراب مزاجي
- اضطراب الهوية التفارقي
- اضطرابات الحركة
- اضطراب الشخصية النرجسية
- أمراض الجهاز العصبي
- اضطرابات الهجرة العصبية
- اضطراب عصبي
- اضطرابات عضلية هيكلية
- اضطراب وسواسي قهري
- اضطرابات الصفاق
- اضطراب الشخصية
- اضطرابات نمائية شاملة
- اضطراب الكرب التالي للصدمة النفسية
- اضطراب نفسي
- اضطرابات تعاطي المواد المؤثرة على العقل
- اضطراب النفاس
- اضطرابات العين الانكسارية
- إصابة إجهاد متكرر
- اضطراب النوم
- اضطراب القلق الاجتماعي
- اضطرابات جسدية
- الاضطرابات التشنجية
- اضطراب الكلام
- إصابة النخاع الشوكي
- اضطراب فصامي عاطفي
- اضطرابات الخصية
- اضطرابات الغدة الزعترية
- اضطرابات اللوزتين
- اضطرابات انتقال الكروموسومات
- اضطرابات وراثية متكررة ثلاثية
- اضطراب وريدي
- الصبغي Y

## ت
- تفاعل حاد للكرب
- توحد
- ترابط جنسي

## ح
- حساسية
- حول

## خ
- خلل المفصل الصدغي الفكي

## ذ
- الاضطرابات الذهانية

## ر
- رهاب الخلاء

## ع
- عيب خلقي
- عدم الحساسية الخلقية للألم مع عدم التعرق
- عسر القراءة
- عجز التعلم
- عجز جنسي

## ف
- فقدان الشهية العصابي
- فقدان السمع

## م
- مرض النسيج الضام
- متلازمة الجنين الكحولي
- مرض النسيج الضام
- مشكلة علاجية المنشأ
- متلازمة ريت
- مرض جهازي
- مرض الدرقية
- متلازمة توريت

## ن
- نسيج لين

## ه
- هوس نتف الشعر